# Mazatlán, Guerrero
Mazatlán är en ort i Mexiko.   Den ligger i kommunen Chilpancingo de los Bravo och delstaten Guerrero, i den södra delen av landet, 220 km söder om huvudstaden Mexico City. Mazatlán ligger 1 282 meter över havet och antalet invånare är 4 948.
Terrängen runt Mazatlán är bergig åt sydväst, men åt nordost är den kuperad. Runt Mazatlán är det ganska tätbefolkat, med 100 invånare per kvadratkilometer. Närmaste större samhälle är Chilpancingo de los Bravo, 13,4 km norr om Mazatlán. I omgivningarna runt Mazatlán växer huvudsakligen savannskog.